# Chocolate (film 2008)
Chocolate (ช็อคโกแลต), anche conosciuto come Zen, Warrior Within, è un film thailandese del 2008 di arti marziali diretto da Prachya Pinkaew, che vede protagonista Yanin "Jeeja" Vismistananda al suo debutto cinematografico. I combattimenti sono coreografati da Panna Rittikrai.

## Trama
"No. 8" è un malvagio gangster tailandese; i membri della sua band (tra cui vi sono anche alcuni travestiti) sono pronti a compiere per lui ogni genere di atrocità, soprattutto verso coloro che non pagano la protezione e verso le bande rivali che violano il loro territorio. È questo il caso di Masashi, un membro di un clan di Yakuza, la mafia giapponese, i cui uomini vengono catturati da Zin, bella luogotenente di No. 8. Quando Masashi e Zin si incontrano per trattare lo scambio dei prigionieri, tra di loro scoppia il colpo di fulmine, che li porta a intraprendere una relazione clandestina. Un giorno, però, No. 8 li scopre: intima a Masashi di lasciare il paese, poi licenzia Zin e, per dimostrare alla ragazza (di cui era innamorato) quanto lei lo ha ferito, si spara a un piede. Poco tempo dopo, Zin scopre di essere rimasta incinta. Così decide di traslocare e di vivere onestamente. Zin va a vivere in una vecchia casa. Pochi mesi dopo, partorisce una bambina, a cui dà il nome di Zen. Purtroppo i medici le danno una brutta notizia: la bambina soffre di autismo. Pochi anni dopo, la donna viene rintracciata da No. 8, che decide di vendicarsi del vecchio torto subito amputandole un alluce (come successe a lui quando si sparò). Ripresasi dalla menomazione, la donna cresce sua figlia e si prende cura anche di Mangmoom "Moom", un orfano grassoccio che, non avendo un altro posto dove vivere, resta con loro. Zen è una bambina molto taciturna, che sembra essere persa nel proprio mondo; le sue due uniche passioni sembrano essere il cioccolato e i film di arti marziali. Zen cresce guardando i film di Tony Jaa e di Bruce Lee e ammirando le tecniche della scuola di Muay Thai dietro casa sua.
Affascinata da quest'arte, si allena ogni giorno, mentre sua madre lavora, diventando abilissima, grazie alle proprie doti di apprendimento e ai riflessi straordinari. Passano gli anni: ormai Zen e Moom sono cresciuti, un giorno ricevono una brutta notizia: Zin si è ammalata di cancro e i pochi soldi che ha non sono sufficienti per coprire le spese mediche. Moom, che è sempre vissuto di espedienti, cerca di guadagnare soldi come può, allestendo un piccolo spettacolo in cui mette in mostra i fantastici riflessi di Zen. Durante una di queste dimostrazioni, dei bulletti tentano di derubare Moom dei proventi, ma Zen li stende tutti rapidamente e con estrema facilità. Così Moom si accorge delle doti di combattente dell'amica, ma decide di non dire niente a Zin per non darle altre preoccupazioni. Un giorno Moom trova un vecchio libretto di Zin, con sopra annotati dei debitori che devono ingenti somme di denaro alla donna; così i due ragazzi decidono di andare a riscuotere il denaro. In realtà quelle somme di denaro sono gli importi delle "protezioni" estorte da Zin ai commercianti quando lavorava per No.8: dato che ormai Zin non lavora più da molti anni, nessuno ha più paura di lei, e quindi i commercianti non sono disposti a pagare, reagendo violentemente contro Moom e Zen. Pur di salvare la madre, Zen comincia a picchiare i suoi aggressori, mostrando il fantastico stile ibrido di combattimento che ha creato: un misto di Muay Thai e Jeet Kune Do. Ben presto la ragazzina, che sembra essere invinciile, riesce a farsi consegnare da tutti i commercianti i soldi dovuti.
Quando Zin lo scopre, va su tutte le furie; poi, disperata, scrive a Masashi perché venga in suo aiuto, spiegandogli tutta la situazione e rivelandogli che ha una figlia. Intanto, No. 8 viene a sapere che qualcun altro riscuote le protezioni nella sua zona, indaga e, scoprendo che si tratta della figlia di Zin, rapisce quest'ultima. Masashi, ricevuta la lettera, decide di dare le dimissioni dal clan e ritorna in Thailandia, accompagnato da un fedele amico. Purtroppo i membri della gang di No 8 lo vengono a sapere e gli tendono un agguato, uccidendo il suo amico. Masashi viene contattato e gli viene dato appuntamento in un luogo di proprietà di No. 8; lo stesso avviene per Zen e Moom. Quando i tre arrivano lì, No.8 scatena addosso a Zen e a suo padre tutti i suoi uomini, con l'ordine di trucidarli; Masashi si rivela un ottimo combattente, ma soccombe all'ingente numero, venendo ferito; Zen sconfigge tutti gli uomini di No.8, per poi scontrarsi con un ragazzo autistico come lei: anche lui ha creato uno stile ibrido di combattimento, che sembra essere composto da Street Fighting e movimenti casuali. All'inizio il ragazzo sembra avere la meglio, ma ben presto la capacità di imitazione di Zen fa sì che la ragazza assimili il suo stile, riuscendo a sconfiggerlo. Con sommo disappunto, No. 8, la cui organizzazione è ormai distrutta, ferisce a morte Zin, fuggendo; Zen, in preda a una furia omicida, lo rincorre e, al termine di una rocambolesca fuga, lo uccide. La ragazza, suo padre e Moom assistono Zin nei suoi ultimi istanti di vita: prima di morire, la donna chiede a Masashi di prendersi cura della loro figlia. Masashi prende una decisione: porterà via con sé la figlia, in Giappone.

## Accoglienza
Sul sito aggregatore di recensioni Rotten Tomatoes, il 71% delle 38 recensioni dei critici sono positive.